# Janiszew (Groot-Polen)
Janiszew is een plaats in het Poolse district  Turecki, woiwodschap Groot-Polen. De plaats maakt deel uit van de gemeente Brudzew en telt 285 inwoners.

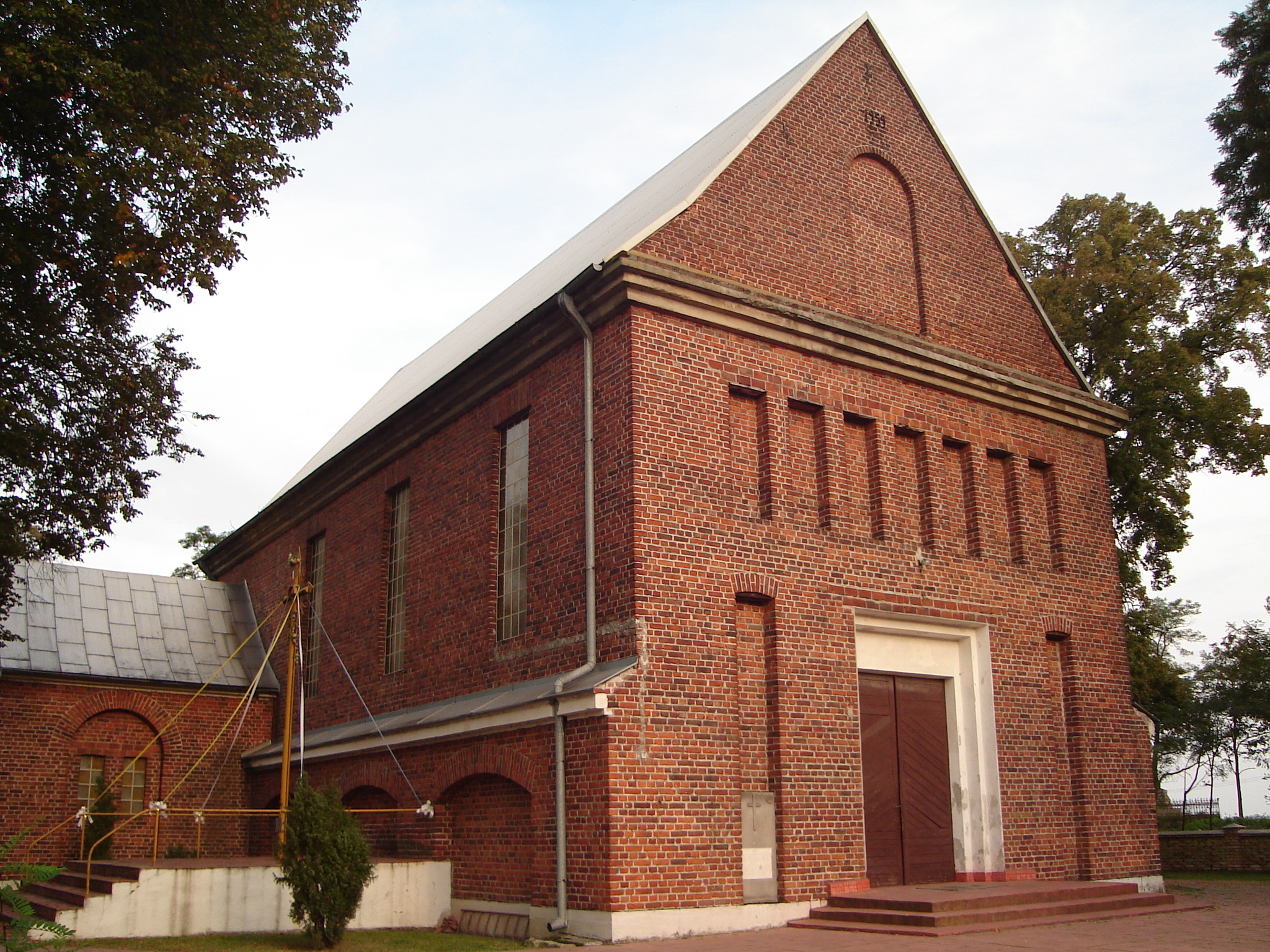
Kerk